# Quốc kỳ Ai Cập
Quốc kỳ Ai Cập (tiếng Ả Rập: علم مصر) như hiện nay được chọn sử dụng vào ngày 4 tháng 10 năm 1984. 
Quốc kì Ai Cập gồm nền đỏ trắng đen và con chim ưng ở giữa. Hình ảnh con chim ưng ngẩng đầu đứng thẳng tượng trưng cho sự dũng cảm và thắng lợi, được gọi là "con chim ưng Salaitna" theo tên của một lãnh tụ vĩ đại đã đánh trả đội thập tự chinh của châu Âu vào năm 1175.
Màu đỏ tượng trưng cho giai đoạn trước Cách mạng đưa một nhóm sĩ quan quân đội lên nắm quyền lực sau khi đảo chính lật đổ vua Farouk (đổ máu), vua Ai Cập. Đây là khoảng thời gian đấu tranh chống lại sự đô hộ của Anh đối với quốc gia này. Màu trắng tượng trưng cho sự kiện Cách mạng năm 1952 chấm dứt chế độ quân chủ nhưng không gây đổ máu. Màu đen tượng trưng cho việc kết thúc đàn áp nhân dân Ai Cập của chế độ quân chủ và chế độ thực dân Anh. Các màu này trên lá cờ cũng có thể thấy ở quốc kỳ các quốc gia Yemen, Syria, và Iraq.